# 白江 (明朝宦官)
白江（1456年—1506年5月），涿韩村人，明朝弘治时期的内官监太监。

## 生平
景泰七年（1456年），出生。
弘治四年（1491年），升任长随，参与修筑太庙后殿。
弘治年间，修筑太庙后殿完毕，升任奉御。
弘治十一年（1498年），参与修复遭灾的清宁宫，升任内官监太监。
弘治十六年（1503年），入天庖，操持疏浚，致病。
正德元年（1506年），赏赐蟒衣、玉带。5月，去世，享年51岁。

## 亲属
- 白庆（祖父）
- 白聚（父）
- 白凤（兄）
- 白钊（侄）
- 白钢（侄）
- 白锐（侄）
- 白铸（侄）